# William Dyce

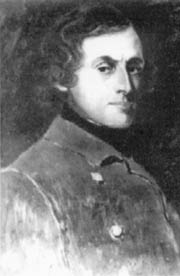
William Dyce

William Dyce (Aberdeen, 19 september 1806, Londen, 14 februari 1864) was een Schots kunstschilder. Hij werd sterk beïnvloed door de prerafaëlieten.

## Leven en werk
Dyce kreeg zijn opleiding aan de Royal Academy. In 1825 en 1827 maakte hij studiereizen naar Rome. Daarna vestigde hij zich in Edinburgh en doceerde aan de School of Design. In 1838 werd Dyce benoemd als hoofd van de Government School of Design, later de Royal College of Art. Kort daarvoor maakte hij eerst nog een lange reis naar Frankrijk en Duitsland.
Dyce verkreeg vooral bekendheid met landschappen en decoratieve werken, waaronder veel Bijbeltaferelen. Beroemd zijn ook zijn vijf schilderijen over de Koning Arthur legende in het Palace of Westminster. Op latere leeftijd legde Dyce zich veel toe op het maken van fresco's.
Veel van het werk van Dyce is tegenwoordig te zien in de Aberdeen Art Gallery.

## Galerij

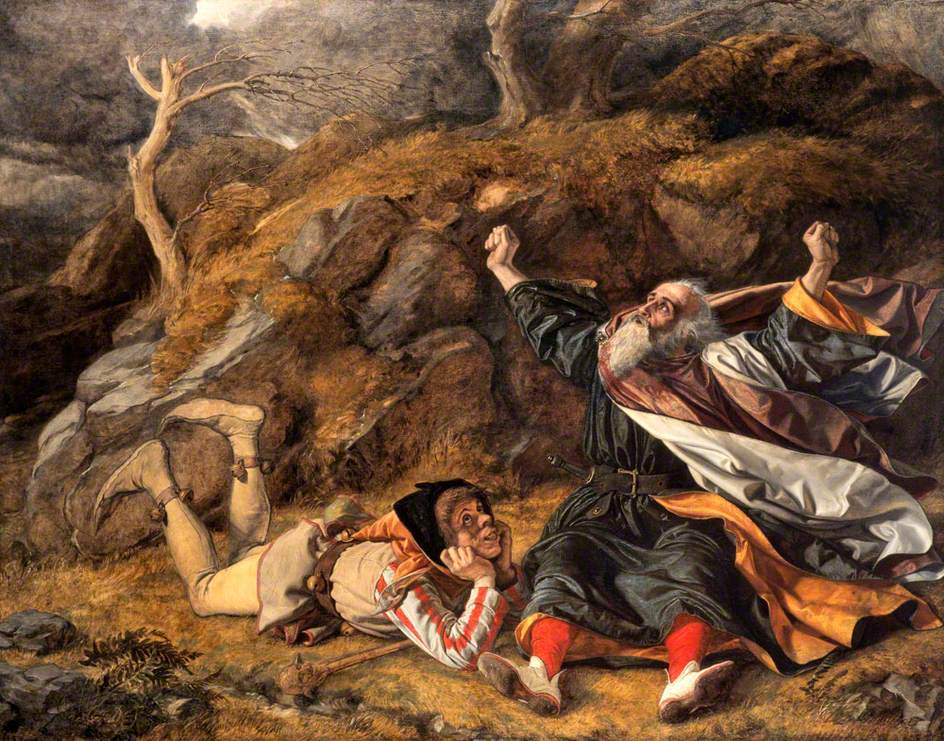
King Lear en de dwaas in de storm, 1851
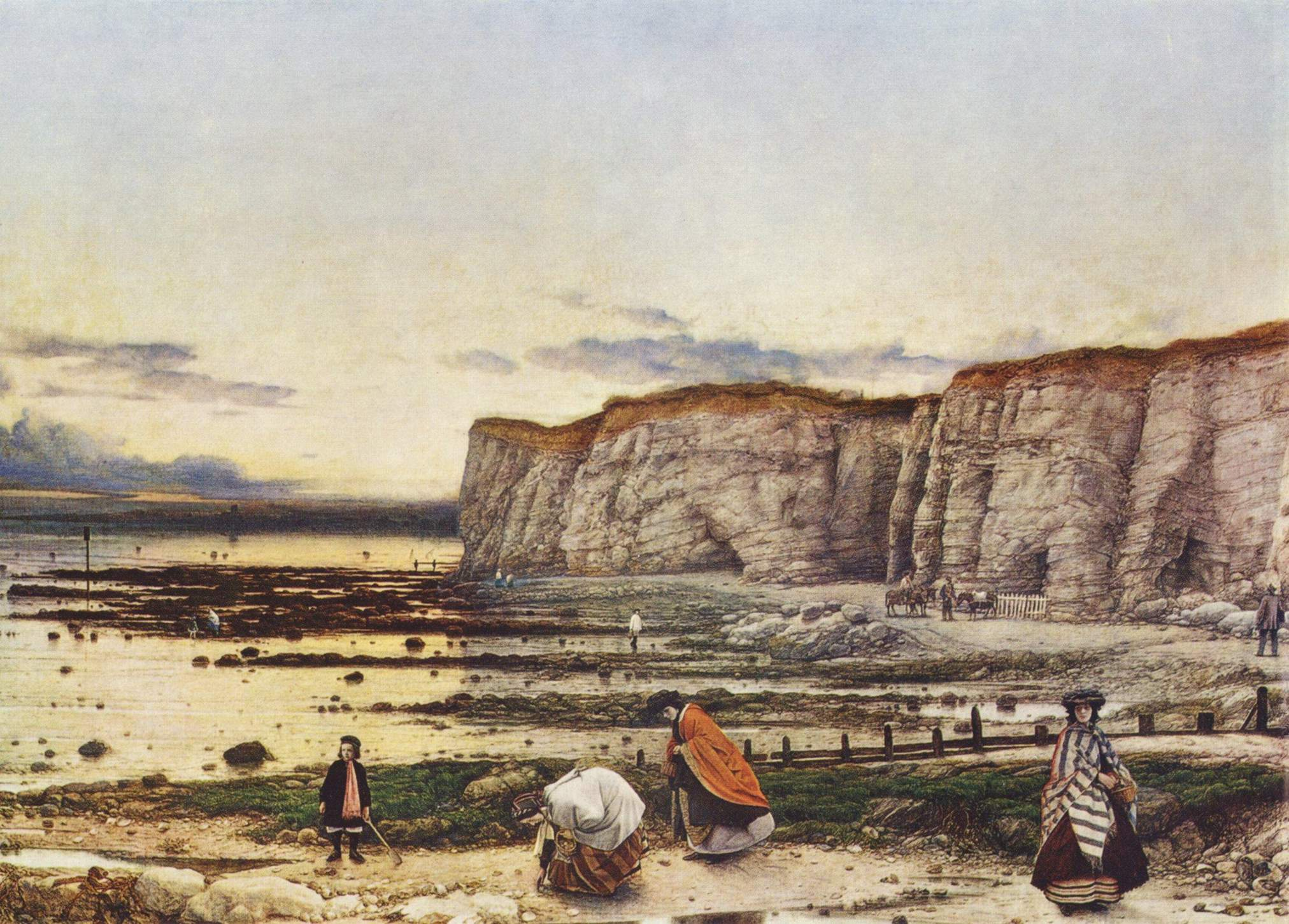
Pegwell Bay
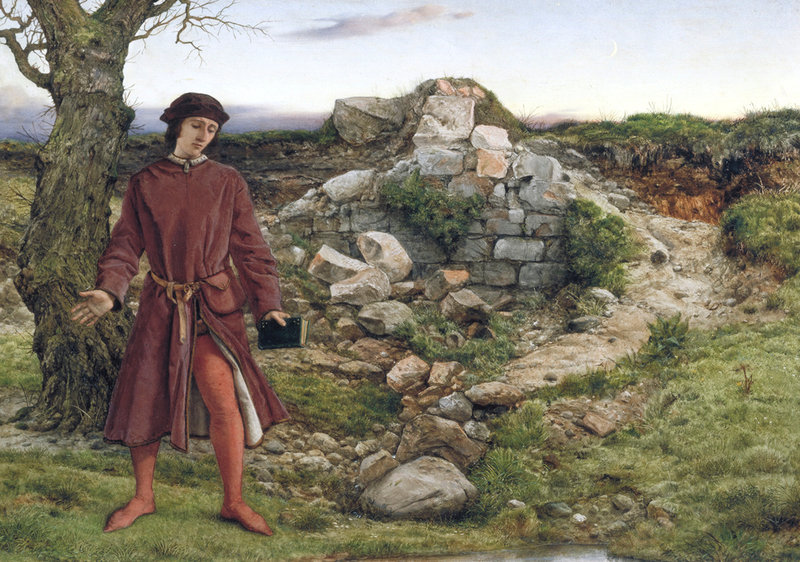
Henry at Towton, 1860
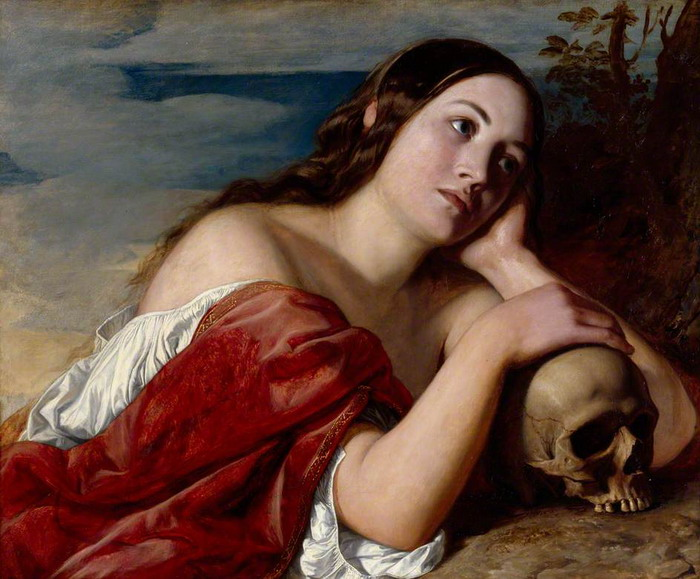
Omnia vanitas, 1848
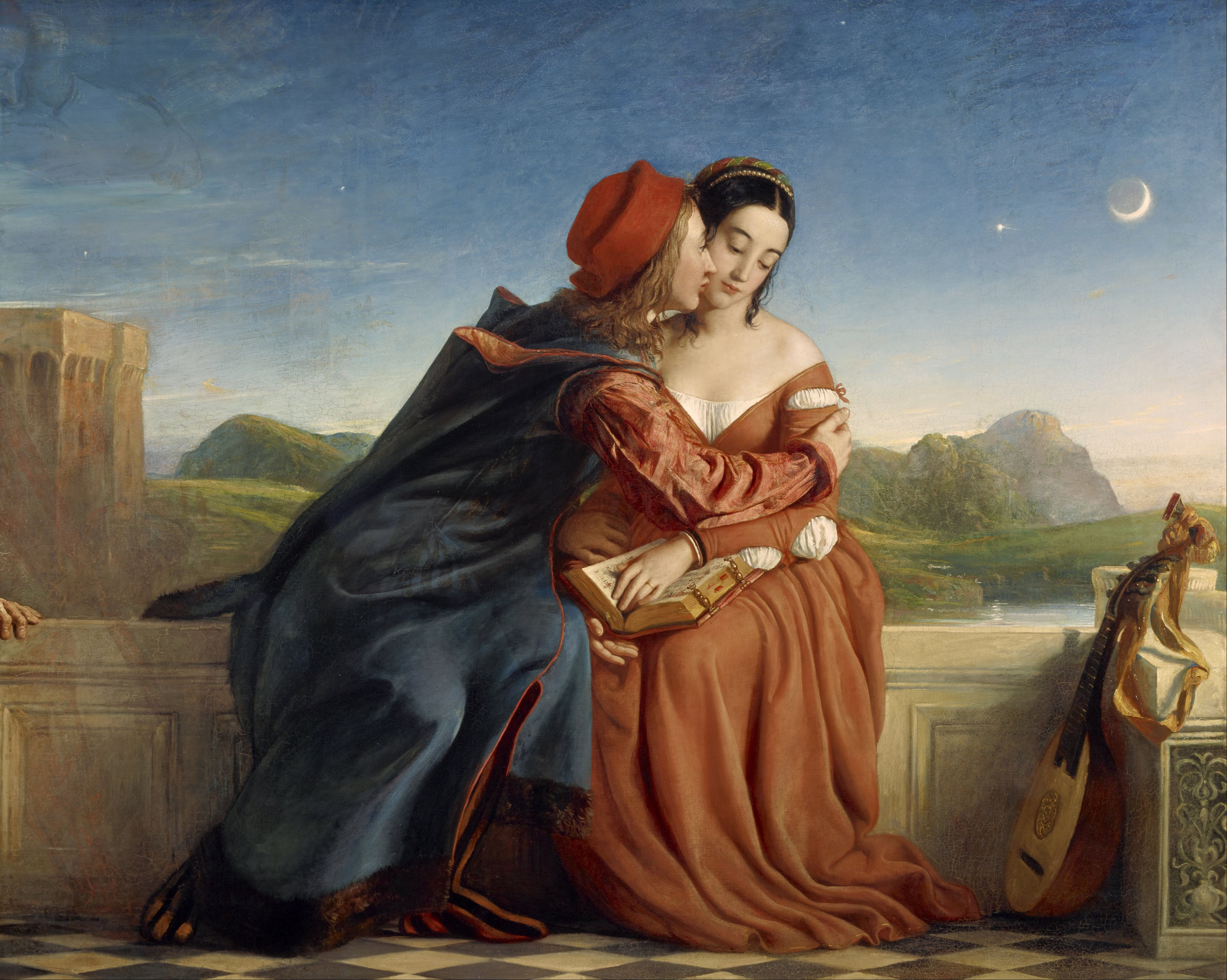
Francesca da Rimini, 1837
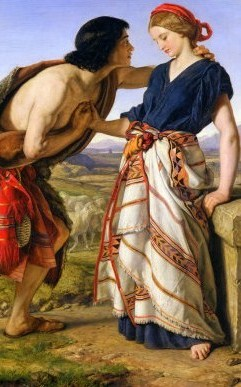
Rachel, bijbeltafereel
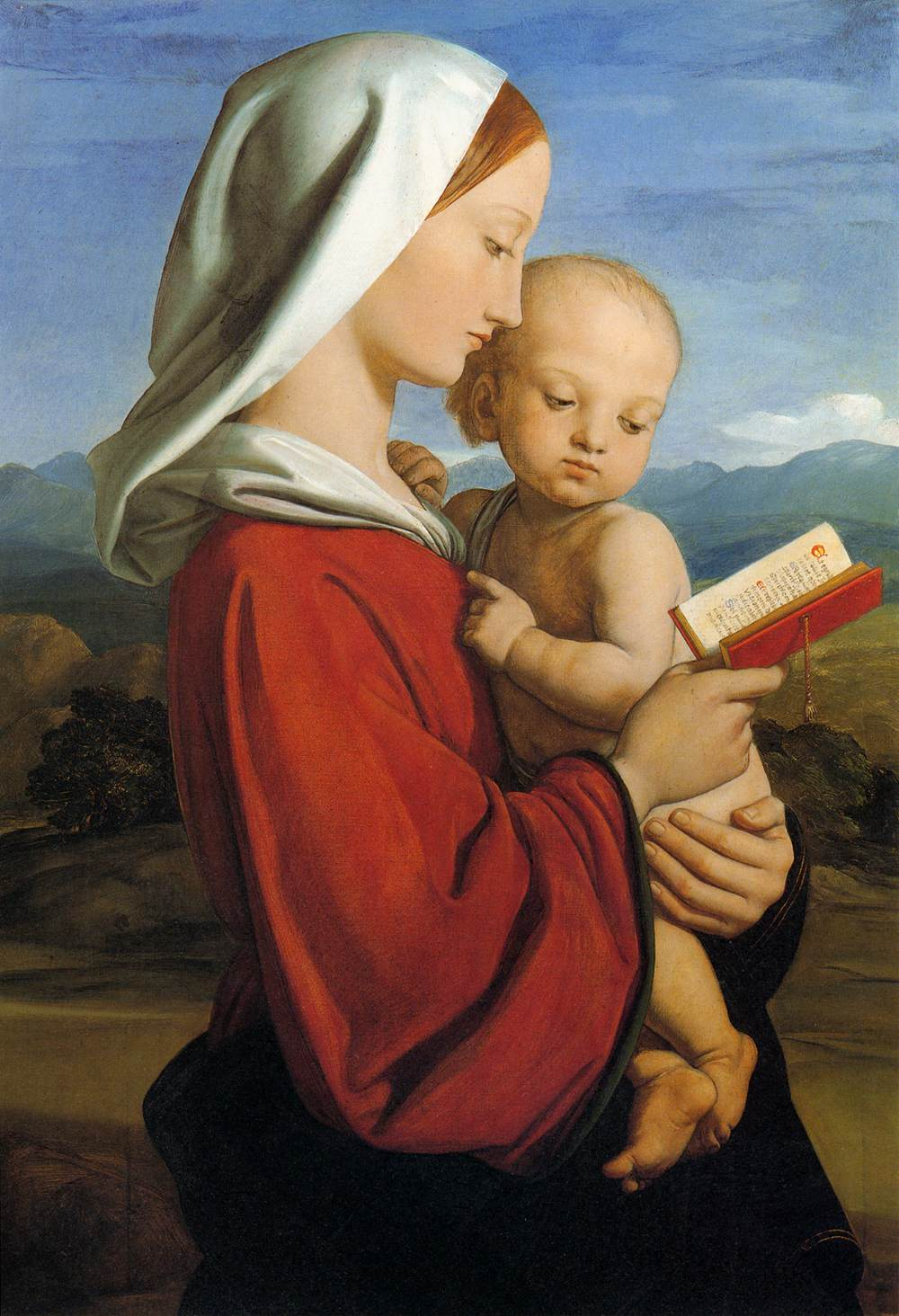
The Virgin and Child, 1845
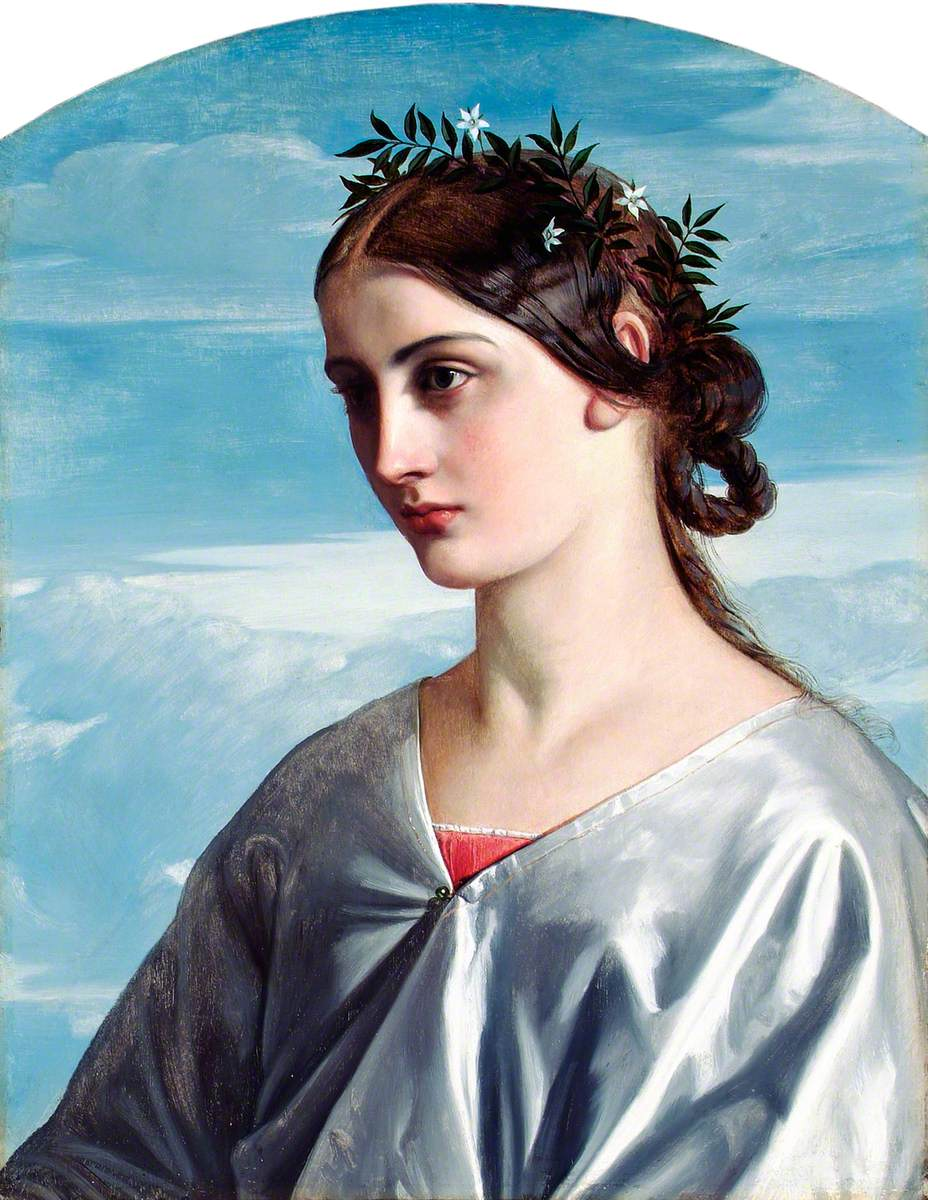
Beatrice, 1859